# فتاة مثلي (ألبوم ريانا)
آ غرل لايك مي هو ثاني ألبوم إستديو للمغنية البربادوسية ريانا. صدر عن طريق تسجيلات ديف جام في 19 أبريل، 2006 في اليابان، 24 أبريل في المملكة المتحدة، و25 أبريل في الولايات المتحدة. لإنتاج الألبوم، عملت ريانا مع كارل ستوركن، إيفان روجرز، ستارقيت، جي.آر. روتم وزميلها في شركة الإنتاج ني-يو الذي كتب أغنية الألبوم المنفردة الثانية.

## الخلفية والتنمية

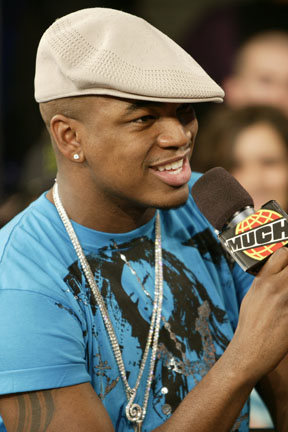
شارك ني-يو في كتابة أغنية الألبوم المنفردة الثانية، أنفيثفل.

أثناء مناقشة فكرة ألبوم ريانا الإستديو الثاني مع إل.أي. ريد — رئيس مجلس الإدارة والرئيس التنفيذي لشركة آيلاند ديف جام ميوزك قروب — تكلمت ريانا عن تجارب مختلفة مع الموسيقى من خلال دمج بعض أغاني الروك في الألبوم. في فبراير 2006، أعلنت أنها سوف تفرج عن ألبومها الإستديو الثاني في أبريل 2006 تحت اسم آ قيرل لايك مي. عندما سئلت عن الألبوم، في مقابلة مع MTV News، صرحت ريانا:
في ما يخص عنوان الألبوم، أوضحت ريانا:

## التسجيل والإنتاج
تم تسجيل آ قيرل لايك مي في جلسات تسجيل في استوديوهات 2 هارد في كينغستون، استوديوهات افاتار وباتري في مدينة نيويورك، استوديوهات بار متسفا هال في مدينة سنتري، استوديوهات بلو ويف في سانت فيليب، استوديوهات كونواي وريكورد بلانت في هوليوود، استوديوهات ديجيتال إنسايت في لاس فيغاس فالي، استوديوهات هينق في شيكاغو، استوديوهات ذا لوفت في برونكس فالي، واستوديوهات أنسونق في شيرمان أوكس. للكتابة والإنتاج للألبوم تعاونت ريانا مرة أخرى مع المنتجين كارل ستوركن وإيفان روجرز اللذان أنتجا معظم الأغاني في ألبومها السابق، أيضاً مع جي.آر. روتم وفريق الإنتاج الثنائي النرويجي ستارقيت. عندما بدأ الإنتاج، أرادت العمل مع ني-يو، بالإضافة إلى العمل مع مغني الريغي والدانسهول الجامايكي الفنان شون بول.

## الموسيقى والكلمات
موسيقياً آ قيرل لايك مي يكشف أنواع جديدة من الموسيقى مقارنة مع الإيقاع العالي في ألبومها السابق. غنائياً موضوع الألبوم يتحدث عن تجارب البنات. كان هدفها من هذا الألبوم هو العثور على الأغاني التي تعبر عن أشياء كثيرة الشابات يريدون التكلم عنها، ولكن قد لا يعرفون كيف. الريغي، كان متواجد في ألبومها الأول، وتواصل وجوده في ألبومها الثاني آ قيرل لايك مي. يعرض الألبوم جانبها الجديد مع أغاني البالاد.

## الأغاني

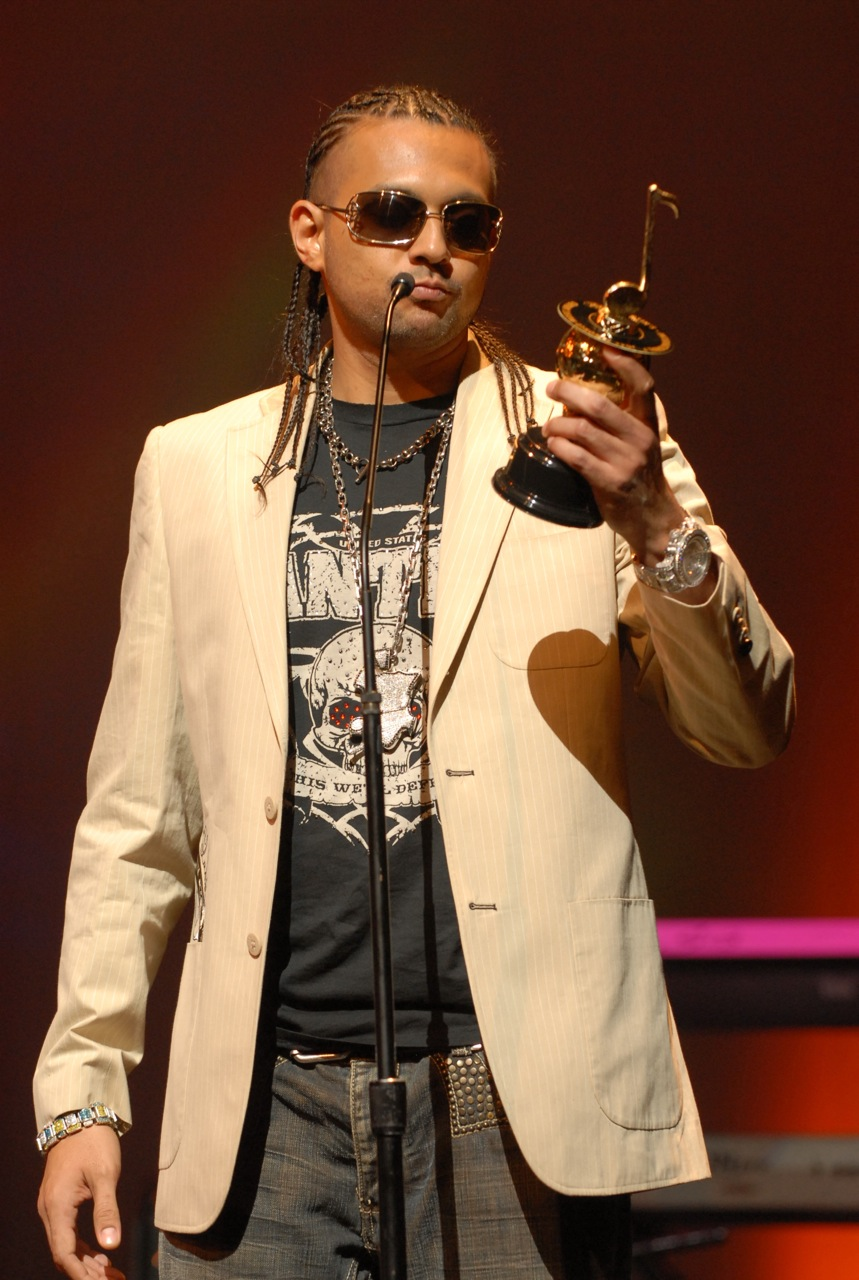
شارك شون بول في كتابة وأداء «بريك إت أوف».

الأغنية الافتتاحية للألبوم «إس أو إس»، هي أغنية دانس ذات إيقاع عالي تتضمن بيس لاين، ودقات طبل مأخوذة من الأغنية التي صدرت عام 1981 بعنوان «تينتيد لوف» من أداء سوفت سيل. «كسز دونت لاي»، الأغنية الثانية، عبارة عن مزيج من ألحان كاريبيه وغيتار كهربائي مع بيس لاين يفتن. من ناحية أغنية البالاد «أنفيثفل» أساس الأغنية هو البيانو والأوتار. هي أغنية الألبوم المنفردة الثانية ومن كتابة زميلها في شركة الإنتاج مغني الآر أند بي ني-يو. الأغنية الرابعة، «وي رايد»، تضم عزف الغيتار الصوتي مع إنتاج ستارقيت. الأغنية الخامسة، «ديم هيترز» مع اشتراك المغني البربادوسي دوين هزبندز. الأغنية السادسة، «فاينال قوود باي» هي أغنية بالاد ذات إيقاع منتصف تحتوي على عزف الغيتار الصوتي. الأغنية التالية هي تعاون مع الفنان الجامايكي شون بول. «بريك إت أوف» هي أغنية الألبوم السابعة والمنفردة الأخيرة من الألبوم. «كريزي ليتل ثينغ كولد لوف»، أغنية الألبوم الثامنة، هي تعاون آخر مع الفرقة الجامايكية جي-ستيشن. تم إنتاج أغنية الألبوم التاسعة، «سلفش قيرل»، من قبل كارل ستوركن وإيفان روجرز والتي تحتوي على ألحان ريغي. الأغنية العاشرة، «بي.إس. (آيم ستل نوت أوفر يو)»، هي أغنية آر أند بي والتي أيضاً من إنتاج إيفان وكارل. أغنية الألبوم الحادية عشر، التي تحمل عنوان الألبوم، «آ قيرل لايك مي»، هي أغنية آر أند بي أخرى تحتوي على ألحان ريغي. أغنية الألبوم البالاد الثالثة، «آ مليون مايلز أواي»، هي الأغنية الثانية عشر في الألبوم. أغنية الألبوم الأخيرة، هي الجزء الثاني من أغنيتها المنفردة الثانية من ألبومها الإستديو الأول ميوزك أوف ذا سن بعنوان «إف إتز لوفن ذات يو وأنت - بارت 2» مع اشتراك الرابر الأمريكي كوري جانز.

## قائمة تقديرات الألبوم
| الرقم | الناقد               | التقدير     | المصادر   |
| ----- | -------------------- | ----------- | --------- |
| 1     | Allmusic             | 3.5/5 stars | [ 4 ]     |
| 2     | Blender              | 3/5 stars   | [ 5 ]     |
| 3     | Entertainment Weekly | −B          | [ 6 ]     |
| 4     | PopMatters           | 6/10        | [ en 10 ] |
| 5     | Rolling Stone        | 3/5 stars   | [ en 11 ] |
| 6     | Slant Magazine       | 2.5/5 stars | [ 7 ]     |
| 7     | Vibe                 | 4/5 stars   | [ en 12 ] |

## الأداء التجاري

### أمريكا الشمالية وأوقيانوسيا
دخل آ قيرل لايك مي لأول مرة وبلغ ذروته في المركز الخامس على الرسم البياني الأمريكي بيلبورد 200 مع مبيعات وصلت إلى 115,000 نسخة في الأسبوع الأول، تقريباً ضعف مبيعات ألبومها الأول ميوزك أوف ذا سن الذي باع 69,000 نسخة في الأسبوع الأول. حصل آ قيرل لايك مي على شهادة البلاتينيوم من قبل اتحاد صناعة التسجيلات الأمريكية (RIAA) في الولايات المتحدة. اعتباراً من نوفمبر 2013، بيع من الألبوم 1,349,000 نسخة في الولايات المتحدة. في كندا، تصدر الألبوم المركز الأول على الرسم البياني الكندي. في أستراليا، دخل الألبوم لأول مرة المركز الحادي عشر في الرسم البياني الأسترالي. في وقت لاحق، بلغ الألبوم ذروته في المركز التاسع. حصل الألبوم على شهادة البلاتينيوم تدل على شحن 70,000 نسخة من قبل اتحاد صناعة التسجيلات الأسترالية (ARIA).

### أوروبا
دخل الألبوم لأول مرة المركز السادس على الرسم البياني الأيرلندي ثم بلغ ذروته في المركز الخامس. حصل آ قيرل لايك مي على شهادتين من البلاتينيوم من قبل اتحاد صناعة التسجيلات الأيرلندية (IRMA). أيضاً دخل الألبوم لأول مرة المركز السادس في المملكة المتحدة على الرسم البياني البريطاني مع مبيعات وصلت إلى 24,000 نسخة في الأسبوع الأول. وصل الألبوم ذروته في المركز الخامس بسبب شعبية أغنية الألبوم المنفردة الثانية «أنفيثفل» وباع الألبوم تقريباً 600,000 نسخة في المملكة المتحدة. في سويسرا، بلغ الألبوم ذروته في المركز السادس على الرسم البياني السويسري. حصل الألبوم على شهادة البلاتينيوم تدل على أكثر من 30,000 نسخة بيعت. في بلجيكا، دخل الألبوم لأول مرة في المركز الخامس والأربعين على الرسم البياني البلجيكي. لاحقاً، بلغ الألبوم ذروته إلى المركز العاشر.

## الجوائز والترشيحات
| السنة | الحفل                   | البلد المضيف | الفئة       | النتيجة | المصادر |
| 2007  | جوائز بربادوس الموسيقية |              | ألبوم السنة | فوز     | [ 11 ]  |
| ----- | ----------------------- | ------------ | ----------- | ------- | ------- |

## الأغاني المنفردة
| العنوان                                                     | السنة | مواقع بلوغ الذروة | مواقع بلوغ الذروة | مواقع بلوغ الذروة | مواقع بلوغ الذروة | مواقع بلوغ الذروة | مواقع بلوغ الذروة | مواقع بلوغ الذروة | مواقع بلوغ الذروة | مواقع بلوغ الذروة | مواقع بلوغ الذروة | الشهادات                                 |
| العنوان                                                     | السنة | أستراليا          | بلجيكا            | كندا              | فرنسا             | ألمانيا           | أيرلندا           | نيوزيلندا         | سويسرا            | المملكة المتحدة   | هوت 100           | الشهادات                                 |
| ----------------------------------------------------------- | ----- | ----------------- | ----------------- | ----------------- | ----------------- | ----------------- | ----------------- | ----------------- | ----------------- | ----------------- | ----------------- | ---------------------------------------- |
| "إس أو إس"                                                  | 2006  | 1                 | 2                 | 1                 | 12                | 2                 | 3                 | 3                 | 3                 | 2                 | 1                 | - : بلاتينيوم - : قولد - : بلاتينيوم     |
| "أنفيثفل"                                                   | 2006  | 2                 | 3                 | 1                 | 7                 | 2                 | 2                 | 4                 | 1                 | 2                 | 6                 | - : قولد - : قولد - : قولد - : بلاتينيوم |
| "وي رايد"                                                   | 2006  | 24                | 40                | —                 | —                 | 45                | 17                | 8                 | 42                | 17                | —                 | —                                        |
| "بريك إت أوف"                                               | 2006  | —                 | 10                | 19                | —                 | —                 | —                 | —                 | —                 | —                 | 9                 | —                                        |
| "—" يدل على عدم دخول الأغنية إلى الرسوم البيانية الموسيقية. |       |                   |                   |                   |                   |                   |                   |                   |                   |                   |                   |                                          |

## الإصدار والترويج
انظر أيضاً: ريانا: لايف إن كونسرت تور
أثناء عملية تسجيل آ قيرل لايك مي، شاركت ريانا في جولة غوين ستيفاني كأداء مساند خلال هاراجوكو لوفرز تور في عام 2005 في اليابان لترويج ألبومها الأول. أثناء أدائها في هذه الجولة، غنت بعض الأغاني الجديدة من الألبوم. قبل الإفراج عن الألبوم، تم إعطاء ريانا دعم ترويجي كبير من قبل إم تي في، الذي سلط الضوء على «إس أو إس» على برنامج توتال ريكويست لايف، عندما عرضت الأغنية المصورة لأول مرة على هذا البرنامج في 23 مارس، 2006. في يوم إصدار الألبوم، ظهرت كضيف في البرنامج لترويج الألبوم. من أجل زيادة ترويج الألبوم، شرعت ريانا في جولة مشتركة بعنوان روك ذا بلوك تور ثم كأداء مساند في جولة بوسيكات دولز بعنوان ذا بي سي دي وورلد تور من نوفمبر 2006 إلى فبراير 2007 في المملكة المتحدة.

## قائمة أغاني الألبوم
1. «إس أو إس» - (4:00)
2. «كسز دونت لاي» - (3:52)
3. «أنفيثفل» - (3:48)
4. «وي رايد» - (3:56)
5. «ديم هيترز» (مع دوين هزبندز) - (4:19)
6. «فاينال قوود باي» - (3:14)
7. «بريك إت أوف» (مع شون بول) - (3:34)
8. «كريزي ليتل ثينغ كولد لوف» (مع جي-ستيشن) - (3:23)
9. «سلفش قيرل» - (3:38)
10. «بي.إس. (آيم ستل نوت أوفر يو)» - (4:11)
11. «آ قيرل لايك مي» - (4:18)
12. «آ مليون مايلز أواي» - (4:11)
13. «إف إتز لوفن ذات يو وأنت - بارت 2» (مع كوري جانز) - (4:09)
14. «بون دي ريبلاي» (فول فات ريمكس) - (3:21) (أغنية إضافية في جميع أنحاء العالم)
15. «هو يا قونا رن تو» - (4:04) (أغنية إضافية في النسخة الفاخرة اليابانية)
16. «كودا بين ذا ون» - (3:38)  (أغنية إضافية في النسخة الفاخرة اليابانية)
17. «شود آي؟» (مع جي-ستيشن) - (3:06) (أغنية إضافية في النسخة الفاخرة)
18. «هيبنتايزد» - (4:15) (أغنية إضافية في النسخة الفاخرة)
19. «أنفيثفل» (نو سول ريمكس) - (6:57) (أغنية إضافية في النسخة الفاخرة)
20. «أنفيثفل» (الأغنية المصورة) - (3:49) (فيديو إضافية في دي في دي النسخة الفاخرة)
21. «إس أو إس» (الأغنية المصورة) - (4:00) (فيديو إضافية في دي في دي النسخة الفاخرة)

## الرسوم البيانية
| الرسم البياني (2006)                             | المركز | المصادر   |
| ------------------------------------------------ | ------ | --------- |
| ألبومات أسترالية (ARIA)                          | 9      | [ en 21 ] |
| ألبومات نمساوية (Ö3 Austria)                     | 21     | [ 14 ]    |
| ألبومات بلجيكية (Ultratop Flanders)              | 10     | [ en 22 ] |
| ألبومات بلجيكية (Ultratop Wallonia)              | 21     | [ 15 ]    |
| ألبومات كندية (Billboard)                        | 1      | [ en 16 ] |
| ألبومات جمهورية التشيك (IFPI)                    | 7      | [ en 23 ] |
| ألبومات دنماركية (Hitlisten)                     | 19     | [ 16 ]    |
| ألبومات فنلندية (Suomen virallinen lista)        | 30     | [ 17 ]    |
| ألبومات فرنسية (SNEP)                            | 18     | [ 18 ]    |
| ألبومات ألمانية (Media Control)                  | 13     | [ 19 ]    |
| ألبومات مجرية (MAHASZ)                           | 3      | [ 20 ]    |
| ألبومات أيرلندية (IRMA)                          | 5      | [ en 24 ] |
| ألبومات إيطالية (FIMI)                           | 36     | [ en 25 ] |
| ألبومات يابانية (Oricon)                         | 3      | [ 21 ]    |
| ألبومات مكسيكية (Top 100 Mexico)                 | 6      | [ 22 ]    |
| ألبومات هولندية (MegaCharts)                     | 14     | [ 23 ]    |
| ألبومات نيوزيلندية (Recorded Music NZ)           | 7      | [ en 26 ] |
| ألبومات نرويجية (VG-lista)                       | 28     | [ 24 ]    |
| ألبومات إسبانية (PROMUSICAE)                     | 81     | [ en 27 ] |
| ألبومات سويدية (Sverigetopplistan)               | 29     | [ 25 ]    |
| ألبومات سويسرية (Schweizer Hitparade)            | 6      | [ en 28 ] |
| ألبومات المملكة المتحدة (OCC)                    | 5      | [ en 27 ] |
| ألبومات الولايات المتحدة (Billboard 200)         | 5      | [ en 29 ] |
| ألبومات الولايات المتحدة (Billboard Digital)     | 11     | [ 26 ]    |
| ألبومات الولايات المتحدة (Billboard R&B/Hip Hop) | 2      | [ 27 ]    |
| ألبومات الولايات المتحدة (Billboard Tastemaker)  | 2      | [ 28 ]    |

| الرسم البياني (2006)                             | المركز | المصادر   |
| ------------------------------------------------ | ------ | --------- |
| ألبومات الولايات المتحدة (Billboard 200)         | 49     | [ en 30 ] |
| ألبومات الولايات المتحدة (Billboard R&B/Hip Hop) | 30     | [ en 31 ] |

## الشهادات
| الدولة           | المزود             | الشهادات     | المبيعات  | المصادر   |
| ---------------- | ------------------ | ------------ | --------- | --------- |
| أستراليا         | (ARIA)             | بلاتينيوم    | 70,000    | [ 9 ]     |
| كندا             | (Music Canada)     | 2× بلاتينيوم | 160,000   | [ en 32 ] |
| فرنسا            | (SNEP)             | قولد         | 50,000    | [ en 33 ] |
| ألمانيا          | (BVMI)             | قولد         | 100,000   | [ 29 ]    |
| المجر            | (Mahasz)           | قولد         | 2,000     | [ en 34 ] |
| أيرلندا          | (IRMA)             | 2× بلاتينيوم | 30,000    | [ en 35 ] |
| اليابان          | (RIAJ)             | قولد         | 100,000   | [ ja 1 ]  |
| بولندا           | (ZPAV)             | قولد         | 15,000    | [ en 36 ] |
| روسيا            | (GLF)              | بلاتينيوم    | 50,000    | [ en 37 ] |
| سويسرا           | (IFPI Switzerland) | بلاتينيوم    | 20,000    | [ 10 ]    |
| المملكة المتحدة  | (BPI)              | 2× بلاتينيوم | 600,000   | [ en 27 ] |
| الولايات المتحدة | (RIAA)             | بلاتينيوم    | 1,349,000 | [ en 38 ] |

## تاريخ الإصدار
| الدولة           | التاريخ         | نوع الإصدار | الشركة المنتجة | نوع النسخة               | المصادر             |
| الأرجنتين        | 10 أبريل، 2006  | تحميل رقمي  | ديف جام        | النسخة العادية           | [ en 39 ]           |
| أستراليا         | 10 أبريل، 2006  | تحميل رقمي  | ديف جام        | النسخة العادية           | [ en 40 ]           |
| النمسا           | 10 أبريل، 2006  | تحميل رقمي  | ديف جام        | النسخة العادية           | [ en 41 ]           |
| البرازيل         | 10 أبريل، 2006  | تحميل رقمي  | ديف جام        | النسخة العادية           | [ en 42 ]           |
| جمهورية التشيك   | 10 أبريل، 2006  | تحميل رقمي  | ديف جام        | النسخة العادية           | [ en 43 ]           |
| الدنمارك         | 10 أبريل، 2006  | تحميل رقمي  | ديف جام        | النسخة العادية           | [ en 44 ]           |
| فنلندا           | 10 أبريل، 2006  | تحميل رقمي  | ديف جام        | النسخة العادية           | [ en 45 ]           |
| ألمانيا          | 10 أبريل، 2006  | تحميل رقمي  | ديف جام        | النسخة العادية           | [ en 46 ]           |
| المجر            | 10 أبريل، 2006  | تحميل رقمي  | ديف جام        | النسخة العادية           | [ en 47 ]           |
| إيطاليا          | 10 أبريل، 2006  | تحميل رقمي  | ديف جام        | النسخة العادية           | [ en 48 ]           |
| اليابان          | 10 أبريل، 2006  | تحميل رقمي  | ديف جام        | النسخة العادية           | [ en 49 ]           |
| هولندا           | 10 أبريل، 2006  | تحميل رقمي  | ديف جام        | النسخة العادية           | [ en 50 ]           |
| نيوزيلندا        | 10 أبريل، 2006  | تحميل رقمي  | ديف جام        | النسخة العادية           | [ en 51 ]           |
| النرويج          | 10 أبريل، 2006  | تحميل رقمي  | ديف جام        | النسخة العادية           | [ en 52 ]           |
| البرتغال         | 10 أبريل، 2006  | تحميل رقمي  | ديف جام        | النسخة العادية           | [ en 53 ]           |
| إسبانيا          | 10 أبريل، 2006  | تحميل رقمي  | ديف جام        | النسخة العادية           | [ en 54 ]           |
| السويد           | 10 أبريل، 2006  | تحميل رقمي  | ديف جام        | النسخة العادية           | [ en 55 ]           |
| سويسرا           | 10 أبريل، 2006  | تحميل رقمي  | ديف جام        | النسخة العادية           | [ en 56 ]           |
| كندا             | 11 أبريل، 2006  | تحميل رقمي  | ديف جام        | النسخة العادية           | [ en 57 ]           |
| الولايات المتحدة | 11 أبريل، 2006  | تحميل رقمي  | ديف جام        | النسخة العادية           | [ en 58 ]           |
| إيطاليا          | 19 أبريل، 2006  | سي دي       | يونيفرسال      | النسخة العادية           | [ en 59 ]           |
| المملكة المتحدة  | 24 أبريل، 2006  | سي دي       | ميركوري        | النسخة العادية           | [ en 60 ] [ en 61 ] |
| المملكة المتحدة  | 25 أبريل، 2006  | تحميل رقمي  | ديف جام        | النسخة العادية           | [ en 60 ] [ en 61 ] |
| كندا             | 25 أبريل، 2006  | سي دي       | يونيفرسال كندا | النسخة العادية           | [ en 62 ]           |
| الولايات المتحدة | 25 أبريل، 2006  | سي دي       | ديف جام        | النسخة العادية           | [ en 63 ]           |
| ألمانيا          | 28 أبريل، 2006  | سي دي       | يونيفرسال      | النسخة العادية           | [ en 64 ]           |
| إسبانيا          | 17 يوليو، 2006  | سي دي       | يونيفرسال      | النسخة العادية           | [ en 65 ]           |
| ألمانيا          | 17 نوفمبر، 2006 | سي دي مزدوج | يونيفرسال      | النسخة الإضافية المحدودة | [ en 66 ]           |
| فرنسا            | 26 مارس، 2009   | سي دي       | يونيفرسال      | النسخة العادية           | [ en 67 ]           |
| كندا             | 8 ديسمبر، 2011  | سي دي       | يونيفرسال كندا | النسخة المحدودة          | [ en 68 ]           |
| ---------------- | --------------- | ----------- | -------------- | ------------------------ | ------------------- |

## روابط خارجية
- آ قيرل لايك مي على موقع أول موفي (الإنجليزية)